# Naisten Vaahteraliiga 2011
La Naisten Vaahterahliiga 2011 è stata la 14ª edizione del campionato di football americano di primo livello femminile, organizzato dalla SAJL.

## Squadre partecipanti
| Club                 | Città     | Stadio | Sponsor ufficiale | Risultato nella stagione 2010 |
| -------------------- | --------- | ------ | ----------------- | ----------------------------- |
| Helsinki Lady Demons | Helsinki  |        |                   |                               |
| Helsinki Roosters    | Helsinki  |        |                   |                               |
| Joensuu Wolves       | Joensuu   |        |                   |                               |
| Jyväskylä Jaguars    | Jyväskylä |        |                   |                               |
| Nokia Ghosthunters   | Nokia     |        |                   |                               |
| Oulu Northern Lights | Oulu      |        |                   |                               |
| Seinäjoki Crocodiles | Seinäjoki |        |                   |                               |

## Stagione regolare

### Calendario

#### 1ª giornata
| Helsinki 21 maggio 2011, ore 15:00 | Helsinki Lady Demons | 68 – 0 (8-0 16-0 22-0 22-0) referto | Nokia Ghosthunters | Velodromo di Helsinki (74 spett.)\| Arbitro: \| P. Lamminsalo \| |
| Arbitro:                           | P. Lamminsalo        |                                     |                    |                                                                  |

| Jyväskylä 22 maggio 2011, ore 11:00 | Jyväskylä Jaguars | 0 – 42 | Oulu Northern Lights | Palokan urheilukeskus |

| Joensuu 22 maggio 2011, ore 13:30 | Joensuu Wolves | 0 – 72 | Helsinki Roosters | Joensuun Koillispuisto |

#### 2ª giornata
| Seinäjoki 28 maggio 2011, ore 16:00 | Seinäjoki Crocodiles | 14 – 0 | Nokia Ghosthunters | Jouppilanvuoren tekonurmi |

| Oulu 29 maggio 2011, ore 12:00 | Oulu Northern Lights | 18 – 64 | Helsinki Lady Demons | Castrenin urheilukeskus |

| Jyväskylä 29 maggio 2011, ore 13:00 | Jyväskylä Jaguars | 0 – 60 | Helsinki Roosters | Palokan urheilukeskus |

#### 3ª giornata
| Helsinki 11 giugno 2011, ore 13:00 | Helsinki Roosters | 84 – 0 | Seinäjoki Crocodiles | Velodromo di Helsinki |

| Joensuu 11 giugno 2011, ore 13:30 | Joensuu Wolves | 0 – 48 | Helsinki Lady Demons | Joensuun Koillispuisto |

| Nokia 12 giugno 2011, ore 14:00 | Nokia Ghosthunters | 35 – 6 | Jyväskylä Jaguars | Keskusurheilukenttä |

#### 4ª giornata
| Helsinki 18 giugno 2011, ore 13:00 | Helsinki Roosters | 82 – 6 | Oulu Northern Lights | Velodromo di Helsinki |

| Nokia 19 giugno 2011, ore 14:00 | Nokia Ghosthunters | 39 – 0 | Joensuu Wolves | Keskusurheilukenttä |

| Jyväskylä 20 giugno 2011, ore 19:15 | Jyväskylä Jaguars | 22 – 6 | Seinäjoki Crocodiles | Palokan urheilukeskus |

#### 5ª giornata
| Helsinki 2 luglio 2011, ore 18:00 | Helsinki Lady Demons | 72 – 0 | Seinäjoki Crocodiles | Velodromo di Helsinki |

| Nokia 3 luglio 2011, ore 14:00 | Nokia Ghosthunters | 0 – 62 | Helsinki Roosters | Keskusurheilukenttä |

| Oulu 3 luglio 2011, ore 14:00 | Oulu Northern Lights | 34 – 6 | Joensuu Wolves | Castrenin urheilukeskus |

#### 6ª giornata
| Seinäjoki 9 luglio 2011, ore 16:00 | Seinäjoki Crocodiles | 36 – 0 | Joensuu Wolves | Jouppilanvuoren tekonurmi |

| Oulu 10 luglio 2011, ore 14:00 | Oulu Northern Lights | 48 – 6 | Nokia Ghosthunters | Castrenin urheilukeskus |

| Helsinki 10 luglio 2011, ore 17:00 | Helsinki Lady Demons | 92 – 0 | Jyväskylä Jaguars | Velodromo di Helsinki |

#### 7ª giornata
| Joensuu 16 luglio 2011, ore 10:00 | Joensuu Wolves | 0 – 14 | Jyväskylä Jaguars | Utran tekonurmi |

| Helsinki 17 luglio 2011, ore 13:00 | Helsinki Roosters | 58 – 22 | Helsinki Lady Demons | Velodromo di Helsinki |

| Seinäjoki 17 luglio 2011, ore 15:00 | Seinäjoki Crocodiles | 12 – 42 | Oulu Northern Lights | Jouppilanvuoren tekonurmi |

### Classifica
La classifica della regular season è la seguente:
- PCT = percentuale di vittorie, G = partite giocate, V = partite vinte,  P = partite perse, PF = punti fatti, PS = punti subiti

| Pos. | Squadra              | PCT   | G | V | N | P | PF  | PS  |
| ---- | -------------------- | ----- | - | - | - | - | --- | --- |
| 1    | Helsinki Roosters    | 1.000 | 6 | 6 | 0 | 0 | 418 | 28  |
| 2    | Helsinki Lady Demons | .833  | 6 | 5 | 0 | 1 | 366 | 76  |
| 3    | Oulu Northern Lights | .667  | 6 | 4 | 0 | 2 | 190 | 170 |
| 4    | Nokia Ghosthunters   | .333  | 6 | 2 | 0 | 4 | 80  | 198 |
| 5    | Seinäjoki Crocodiles | .333  | 6 | 2 | 0 | 4 | 68  | 220 |
| 6    | Jyväskylä Jaguars    | .333  | 6 | 2 | 0 | 4 | 42  | 235 |
| 7    | Joensuu Wolves       | .000  | 6 | 0 | 0 | 6 | 6   | 243 |

## Playoff

### Tabellone
|  | Semifinali | Semifinali           | Semifinali |                      |    | XIV Finale        | XIV Finale | XIV Finale |  |
|  |            |                      |            |                      |    |                   |            |            |  |
|  | 1          | Helsinki Roosters    | 56         |                      |    |                   |            |            |  |
|  | 1          | Helsinki Roosters    | 56         |                      |    |                   |            |            |  |
|  | 4          | Nokia Ghosthunters   | 0          |                      |    |                   |            |            |  |
|  | 4          | Nokia Ghosthunters   | 0          |                      | 1  | Helsinki Roosters | 54         |            |  |
|  |            |                      |            |                      | 1  | Helsinki Roosters | 54         |            |  |
|  |            |                      | 2          | Helsinki Lady Demons | 18 |                   |            |            |  |
|  | 2          | Helsinki Lady Demons | 2          | Helsinki Lady Demons | 18 | 52                |            |            |  |
|  | 2          | Helsinki Lady Demons |            |                      |    |                   |            |            |  |
|  | 3          | Oulu Northern Lights | 14         |                      |    |                   |            |            |  |

### Semifinali
| Helsinki 23 luglio 2011, ore 13:00 | Helsinki Roosters | 56 – 0 | Nokia Ghosthunters | Velodromo di Helsinki |

| Helsinki 23 luglio 2011, ore 17:00 | Helsinki Lady Demons | 52 – 14 | Oulu Northern Lights | Velodromo di Helsinki |

### XIV Finale
| Helsinki 30 luglio 2011, ore 13:00 | Helsinki Roosters | 54 – 18 | Helsinki Lady Demons | Velodromo di Helsinki |

## Verdetti
- Helsinki Roosters Campionesse della Finlandia 2011